# شهرستان الحداء
ناحیهٔ الحداء (به عربی: مدیریة الحداء) یک ناحیه در یمن است که در استان ذمار واقع شده‌است.

## خصوصیات
ناحیهٔ الحداء ۱۴۳٬۱۰۰ نفر جمعیت دارد.